# ГЭС Чикоасен
Плотина Чикоасен, также известная как ГЭС Мануэля Морено Торреса, представляет собой насыпную плотину и гидроэлектростанцию, расположенную на реке Грихальва, в нескольких километрах от города Чикоасен в штате Чьяпас, Мексика. На ГЭС оборудовано пять турбогенераторов Francis мощностью 300 МВт и три — мощностью 310 МВт. 
Мануэль Морено Торрес был генеральным директором Федеральной комиссии по электроснабжению, данная компания является владельцем плотины в конце 50-ых годов XX века. Первые генераторы были введены в эксплуатацию в 1980 году, а генераторы в 310 МВт были заказаны в 2000 году и запущены к 2005 году. С тех пор эта ГЭС является крупнейшей в Мексике. 
Плотина была спроектирована в начале 70-х годов с учётом особенностей рельефа и геологических условий. Строительство шло с 1974 по 1980 год. Плотина является земляно-каменной насыпью высотой 261 метр и длиной 485 метров. Оно вмещает 1,6 млрд. м³ воды и расположено в водосборном бассейне площадью 52 600 км². Является самой высокой в Северной Америке.